# Dolichocephala humanitatis
Dolichocephala humanitatis är en tvåvingeart som beskrevs av Jones 1940. Dolichocephala humanitatis ingår i släktet Dolichocephala och familjen dansflugor.
Artens utbredningsområde är Kenya. Inga underarter finns listade i Catalogue of Life.